# Sergio Peter
Sergio Peter (Mannheim, 12 ottobre 1986) è un ex calciatore tedesco, di ruolo centrocampista.